# Augusto Aubry
Pour les articles homonymes, voir Aubry.
Augusto Aubry (né le 28 avril 1849 à Naples et mort le 4 mars 1912 à Tarente) est un amiral italien.

## Biographie
Augusto Aubry est entré dans la Marine en 1866.
Il a participé à la Bataille de Lissa (1866). Il a été commandant à Rio de Janeiro pendant le soulèvement militaire brésilien en Septembre 1893. Entre 1896 et 1897, il a commandé le croiseur Savoie.
Au début de la Guerre italo-turque, le 27 septembre 1911, avec le grade de vice-amiral, il est commandant de la 1re Division navale et des forces navales. En tant que commandant il a mené les forces qui occupaient les côtes de la Tripolitaine et de la Cyrénaïque.
Il est adjoint aux collèges de Castellammare di Stabia à Naples (XXII et XXIII législature) et secrétaire d'État à la Marine (Décembre 1903 - Décembre 1905).
Il est mort le 4 mars 1912 à Tarente, à bord du cuirassé Vittorio Emanuele.